# Années 1590
Les années 1590 couvrent la période de 1590 à 1599.

## Évènements

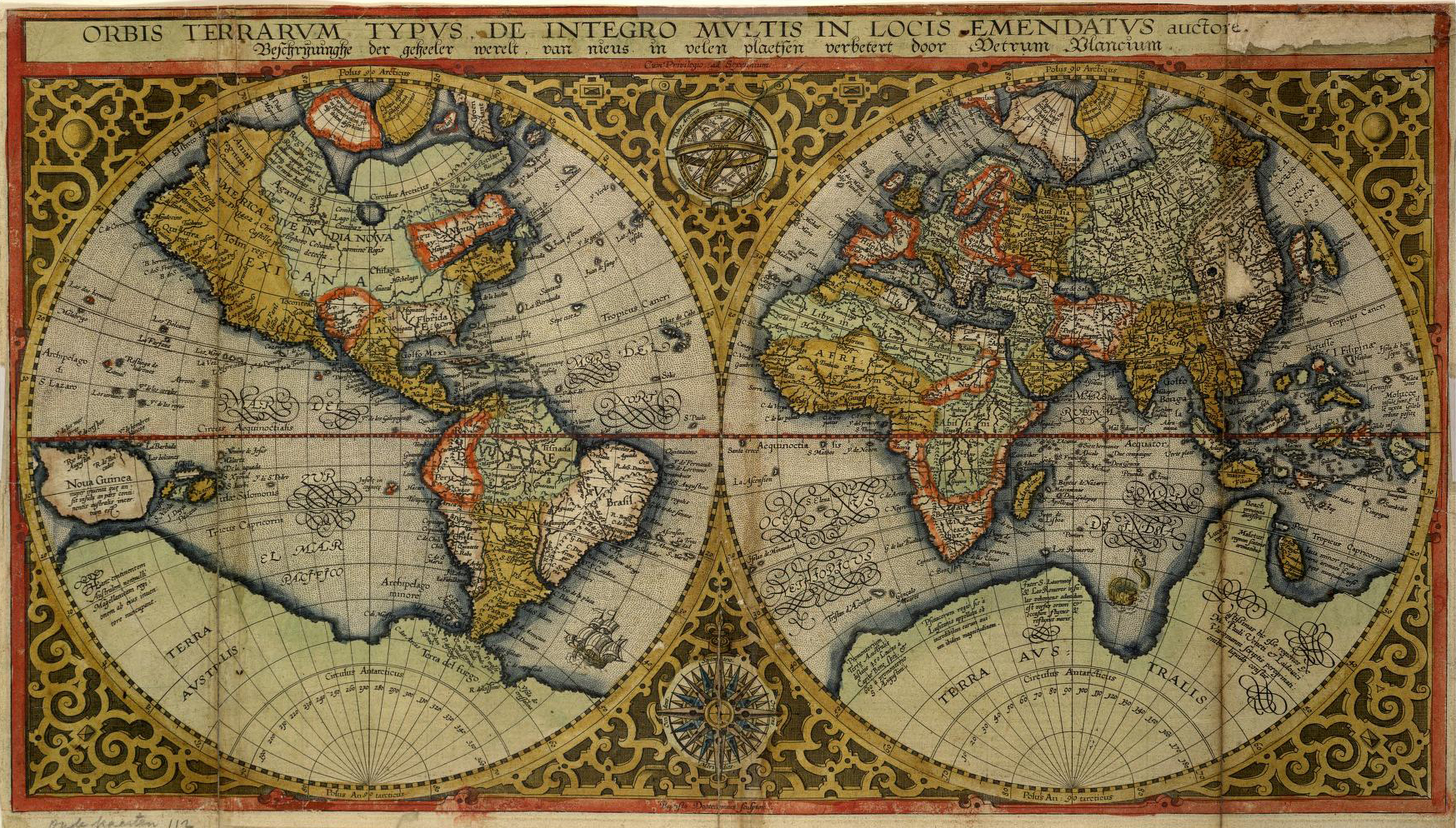
Mappemonde de Petrus Plancius, 1590.

- 1590 : réunification du Japon par Hideyoshi Toyotomi[1].
- 1590-1641 : apogée des bandeiras au Brésil, grandes expéditions qui vont à l’intérieur chercher l’or et les Indiens pour les réduire en esclavage[2]. La base des Bandeirante est São Paulo, petite bourgade à 760 mètres d’altitude dans le massif cristallin côtier à la hauteur de São Vicente.
- 1590-1620 : des peuples du groupe bantou occidental, Sotho, Ngoni, venus du Nord, s’établissent à l’ouest du Drakensberg, entre les fleuves Limpopo et Orange[3].
- 1591 : conquête de l'empire songhaï par les Saadiens[4].
- 1591-1593 : voyage de James Lancaster. L’Angleterre commence à commercer aux Indes orientales[5].
- 1591 et 1595 : missions jésuites en Inde auprès de l’empereur moghol Akbar à Lahore[6].
- 1592-1598 : guerre d'Imjin. Échec d'une invasion japonaise de la Corée[1].

- 1594-1597 : voyages de Willem Barentsz dans l'Océan Arctique à la recherche du passage du Nord-Est[7].
- 1595 :
  - l'explorateur anglais Walter Raleigh remonte le fleuve Orénoque à la recherche de l’El Dorado[8].
  - Akbar prend Kandahar. L’empire moghol des Indes atteint son apogée après l’incorporation du Cachemire (1586), du Sind (1591), de l’Orissa (1592) et du Baloutchistan (1595)[9].
- 1595-1603 : sultanat ottoman de Mehmed III. Guerre contre l’Autriche (1592-1606), insurrection en Asie mineure (1595-1610), révoltes militaires à Constantinople[10].
- 1595-1599 : voyage du hollandais Cornelis de Houtman en Inde et en Insulinde[9]. Il explore l'île de Java et une partie de Sumatra.

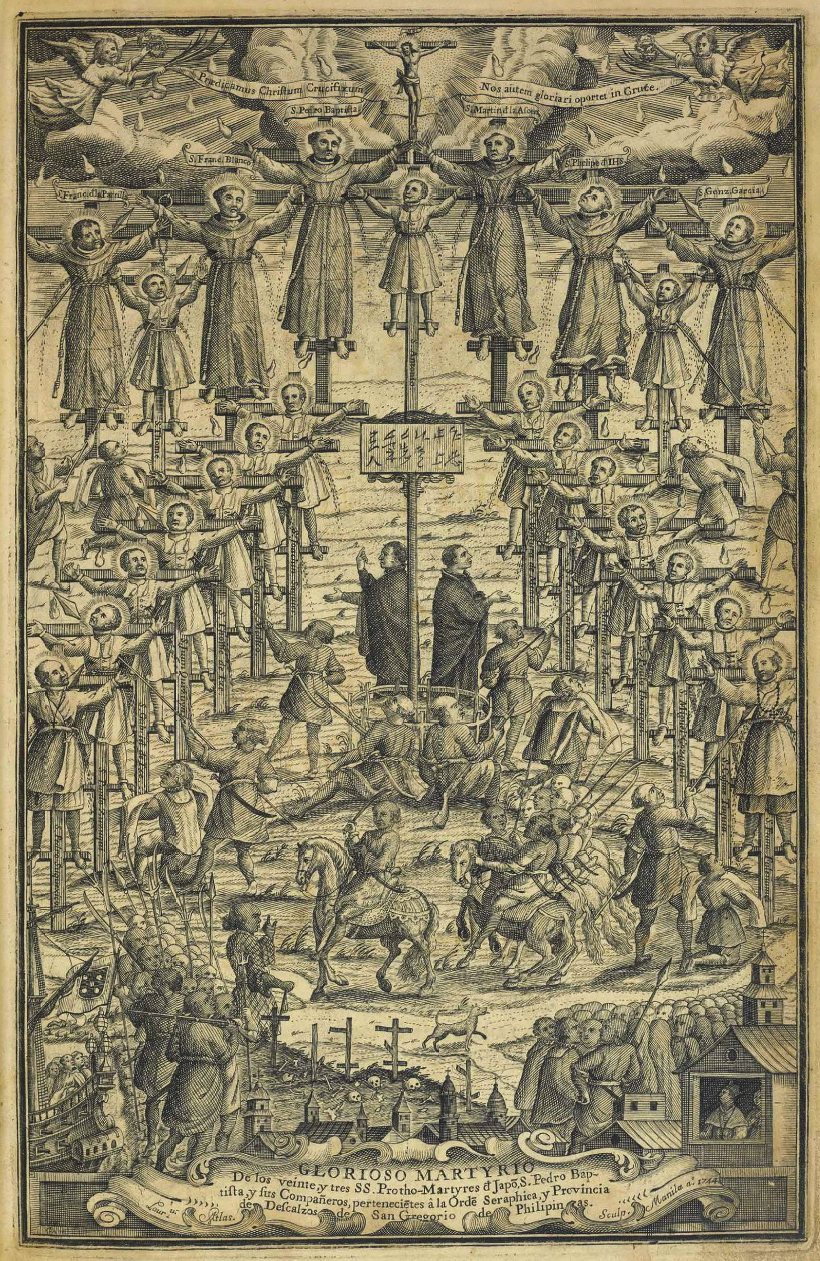
San Pedro Bautista y compañeros franciscanos mártires de Japón, gravure de Laureano Atlas (1744) représentant les vingt-six martyrs du Japon.

- 1597 : martyres de vingt-six chrétiens au Japon[11].

### Europe
- 1590 : 
  - défaite de la Ligue catholique à la bataille d'Ivry[12].
  - siège de Bréda ; poursuite de la guerre de Quatre-Vingts Ans (1568-1648)[13].
- 1593 : rupture de la paix entre le Saint-Empire et les Ottomans (fin en 1606) ; une guerre d’escarmouche pour le contrôle de la Transylvanie n’aboutit à rien, sinon à libérer l’empereur de l’obligation du don annuel[14].
- 1594 : Henri IV est sacré à Chartres[12].
- 1594-1603 : guerre de Neuf Ans en Irlande[15].
- 1595-1596 : soulèvement des cosaques de Severyn Nalyvaïko en Ukraine et en Biélorussie contre la Pologne[16].
- Vers 1595 : les inventeurs néerlandais Hans et Zacharias Janssen inventent sans doute le microscope optique[17].

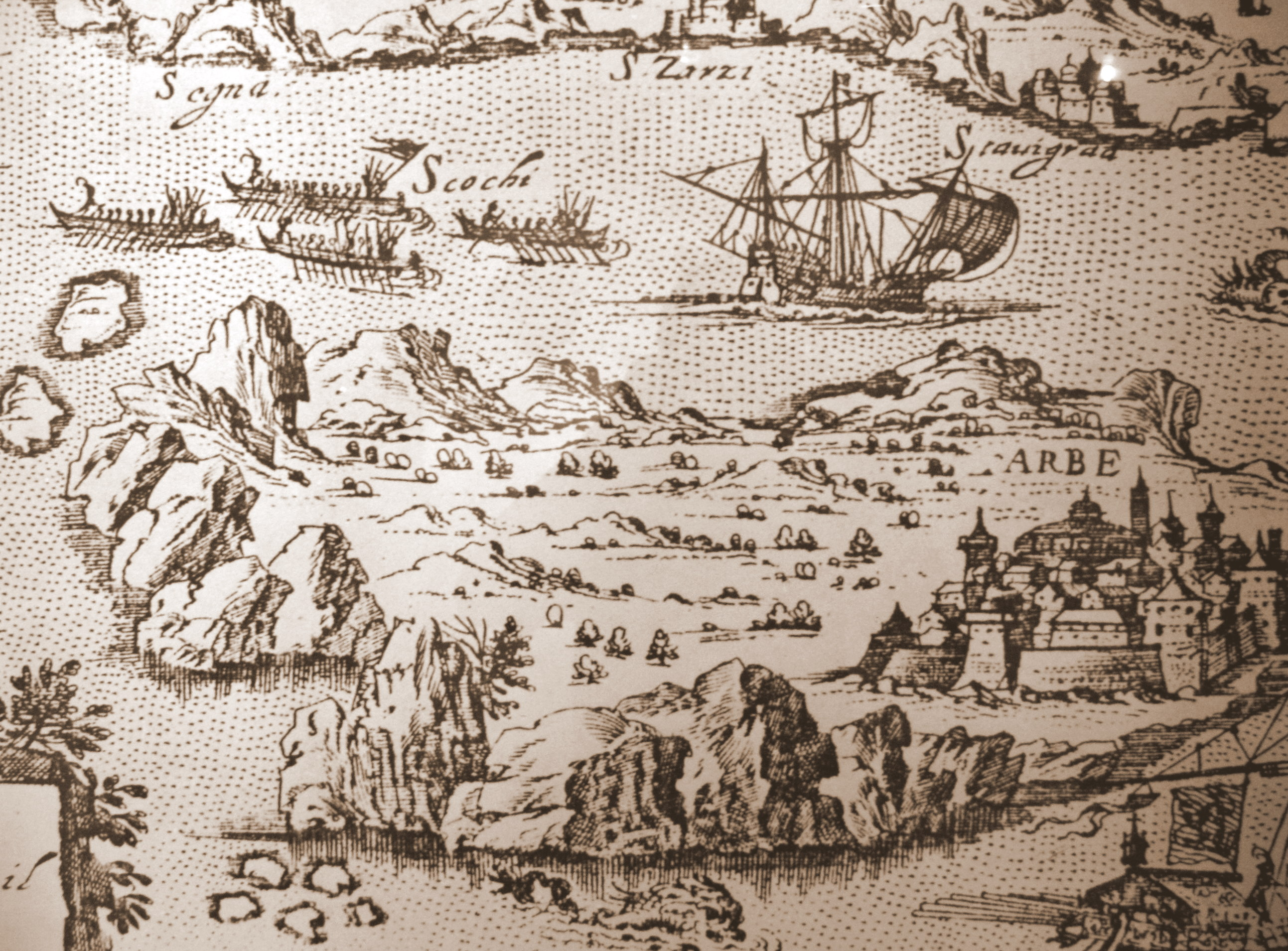
Des pirates Uscoques poursuivent un navire dans le canal de Senj, sur l'Adriatique. Gravure vers 1600.

- 1595-1599 : piraterie des Uscoques de Segna et de Fiume dans l’Adriatique[18] ; un millier d’hommes, à bord d’embarcations légères, protégés par l’empereur, s’attaquent depuis le milieu du siècle aux galères et aux convois vénitiens, turcs et ragusains. Ils vendent leurs prises à Trieste.
- 1596 : 
  - traité de Greenwich. La France et l'Angleterre se liguent contre l'Espagne. Poursuite de la guerre anglo-espagnole (1585-1604). Philippe II intervient en Irlande pour entretenir une guerre de diversion qui épuise les finances d’Élisabeth Ire d'Angleterre[19].
  - Union de Brest. Création en Ruthénie d’une l’Église uniate qui reconnaît l’autorité du pape mais pratique des rites grecs[20].
- 1598 : 
  - édit de Nantes. Fin de la Huitième guerre de religion en France[12].
  - paix de Vervins entre la France et l'Espagne[12].

## Personnages significatifs
- Abbas le Grand
- Ahmed al-Mansur Saadi
- Akbar
- Boris Godounov
- Charles-Emmanuel de Savoie
- Élisabeth d'Angleterre
- Étienne Báthory
- Francis Drake
- Henri IV de France
- Hideyoshi Toyotomi
- Johan van Oldenbarnevelt
- Matteo Ricci
- Maurice de Nassau
- Mehmed III
- Michel le Brave
- Murad III
- Philippe II d'Espagne
- Rodolphe II du Saint-Empire
- Sigismond III de Pologne
- William Shakespeare